# Маліманова Наталія Леонідівна
Наталія Леонідівна Маліманова (нар. 17 квітня, 1955, Перегінськ, Україна) — українська акторка, співачка (сопрано). Заслужена артистка України (2000).

## Біографія
Наталія Леонідівна Маліманова народилася в селі Перегінськ Рожнятівського району Івано-Франківської області України.
Закінчила Перегінську середню школу № 1 (1972), Львівську консерваторію (1980, нині музична академія, клас М. Байко, Л. Жилкіної, О. Гая).
1980–2010 — у Тернопільському музично-драматичному театрі (нині академічний театр)
Нині проживає у США.

## Творчий доробок
Перший виступ актриси на сцені в ролі Наталки Полтавки в однойменній п'єсі Іван Котляревського з музикою Миколи Лисенка став мистецькою подією. Актриса лірико-драматичного плану, має надзвичайні вокальні дані.
До героїнь Н. Маліманової в музичних виставах належать Оксана («Запорожець за Дунаєм» Гулака Артемовського); в оперетах — Сільва («Сільва» І. Кальмана), Марина («На світанку» О. Сандлера).
В її творчому доробку такі ролі, як Галя у «Майській ночі» за М. Гоголем, Грушенька за повістю «Зачарований мандрівник» М. Лескова та ряд епізодичних ролей: Оля («Дикий Ангел» О. Коломійця), Форелла («Моя професія — синьйор з вищого світу» Д. Скарніччі, Р. Тарабузі), Марися («Мартин Боруля» І. Карпенка-Карого), Оля («Жарти жартами» О. Підсухи).
Новий етап у становленні Н. Л. Маліманової як актриси стали її драматичні ролі — Галя («Назар Стодоля» Т. Шевченка), Наталя («Лимерівна» П. Мирного), Маруся Богуславка («Маруся Богуславка» М. Старицького), які засвідчили багатство її акторського таланту. 
Зіграла також такі ролі: 
- Прісінька («Силою не будеш милою» Г. Квітки-Основ'яненка);
- Мелашка («Кайдашева сім'я» за І. Нечуєм-Левицьким);
- Галя («Дамських справ майстер» Д. Шевцова, за п'єсою М. Старицького «За двома зайцями»);
- Шура Ясногорська («Прапороносці» О. Білаша);
- Ксеня, Рузя («Гуцулка Ксеня» Я. Барнича);
- Галя, Солоха («Майська ніч», «Ніч перед Різдвом» за М. Гоголем);
- Покоївка Портер («Орфей спускається в пекло» Т. Уїльямса);
- Адель, Сафі («Летюча миша», «Циганський барон» Й. Штрауса);
- Анеля («Дами і гусари» О. Фредро);
- Кармен («Вікторина» Ф. Метлінґа).

За її участю відзнято телевиставу «Наталка Полтавка» (1988).
Свою акторську діяльність вона активно поєднує з концертною. У творчому доробку актриси концертні програми вокальної музики з творів українських та зарубіжних композиторів.